# Korgan
Korgan ist eine Stadtgemeinde (Belediye) im gleichnamigen Ilçe (Landkreis) der Provinz Ordu am Schwarzen Meer und gleichzeitig eine Gemeinde der 2013 geschaffenen Büyüksehir belediyesi Ordu (Großstadtgemeinde/Metropolprovinz) in der Türkei. Seit der Gebietsreform 2013 ist die Gemeinde flächen- und einwohnermäßig identisch mit dem Landkreis. Er grenzt im Süden an die Provinz  Tokat.
Korgan war eine Untereinheit (Nahiye) im Kreis Fatsa, bestehend aus 21 Dörfern. 1960 wurde Korgan ausgegliedert und als Kreis eigenständig (Gesetz Nr. 7033).
(Bis) Ende 2012 bestand der Landkreis neben der Kreisstadt aus den vier Stadtgemeinden (Belediye) Çamlı, Çayırkent, Çiftlik und Tepealan sowie 16 Dörfern (Köy), die während der Verwaltungsreform 2013 in Mahalle (Stadtviertel, Ortsteile) überführt wurden, die neun bestehenden Mahalle der Kreisstadt blieben erhalten. Den Mahalle steht ein Muhtar als oberster Beamter vor.
Ende 2020 lebten durchschnittlich 983 Menschen in jedem dieser 29 Mahalle, 4.664 Einw. im bevölkerungsreichsten (Tepe Mah.).